# Asemostera
Asemostera Simon, 1898 è un genere di ragni appartenente alla famiglia Linyphiidae.

## Distribuzione
Le otto specie oggi note di questo genere sono state rinvenute in America centrale e meridionale: due specie sono endemiche del Brasile, una dell'Ecuador e una del Perù. Due specie sono state rinvenute anche in Costa Rica.

## Tassonomia
Storia tassonomica travagliata per questo genere: trasferito qui dalla famiglia Agelenidae da uno studio dell'aracnologo Roth nel 1965, e considerato un sinonimo anteriore di Pelidida Simon, 1898 (anch'esso trasferito qui dagli Agelenidae nel medesimo studio di Roth). Considerato ancora sinonimo anteriore di Caleurema Millidge, 1991 (specie tipo Caleurema involutum Millidge, 1991); di Asemonetes Millidge, 1991 (specie tipo Asemonetes arcanus Millidge, 1991) e di Ochronetria Millidge, 1991 (specie tipo Ochronetria pallida Millidge, 1991), tutte e tre a seguito di un lavoro dell'aracnologo Miller del 2007
A maggio 2011, si compone di 8 specie:
- Asemostera arcana (Millidge, 1991) — dalla Costa Rica al Venezuela
- Asemostera daedalus Miller, 2007 — Costa Rica, Panama, Colombia
- Asemostera enkidu Miller, 2007 — Colombia, Venezuela
- Asemostera involuta (Millidge, 1991) — Ecuador
- Asemostera janetae Miller, 2007 — Perù, Bolivia, Argentina
- Asemostera latithorax (Keyserling, 1886)[3] — Brasile
- Asemostera pallida (Millidge, 1991) — Perù
- Asemostera tacuapi Rodrigues, 2007 — Brasile

### Sinonimi
- Asemostera albida (Simon, 1898); questo esemplare, a seguito di un lavoro dell'aracnologo Miller del 2007, è stato riconosciuto in sinonimia con A. latithorax (Keyserling, 1886) e ivi ascritto[1].